# Hahaïa
Hahaïa är en ort i Komorerna.   Den ligger i distriktet Grande Comore, i den nordvästra delen av landet, 16 km norr om huvudstaden Moroni. Hahaïa ligger 46 meter över havet och antalet invånare är 2 638.
Terrängen runt Hahaïa är huvudsakligen kuperad, men den allra närmaste omgivningen är platt. Havet är nära Hahaïa västerut. Runt Hahaïa är det tätbefolkat, med 411 invånare per kvadratkilometer. Närmaste större samhälle är Moroni, 15,7 km söder om Hahaïa. Omgivningarna runt Hahaïa är en mosaik av jordbruksmark och naturlig växtlighet.